# Dalmellington
Dalmellington (Dail M'Fhaolain in lingua gaelica irlandese) è una località della Scozia, situata nell'area di consiglio di Ayrshire Orientale.